# 高田純次のセカイぷらぷら
『高田純次のセカイぷらぷら』（たかだじゅんじのアジアぷらぷら）は、2015年10月11日から2017年3月26日までTwellVで毎週日曜 21:00 - 21:55 (JST) に放送されていた情報番組・旅番組。

## 概要
前番組『高田純次のアジアぷらぷら』から『高田純次のセカイぷらぷら』へリニューアルされ、アジアから世界へ紹介範囲が広がる。

## 出演者

### ナビゲーター
- 高田純次